# Aiysha Hart
Aiysha Hart (n. Inglaterra, Reino Unido) es una actriz británica conocida principalmente por su papel de Ariadna en la serie de la BBC Atlantis.
Es hija de madre inglesa —originaria de Liverpool— y de padre proveniente de Arabia Saudita, donde Hart vivió durante un breve periodo de tiempo durante su niñez, y donde aprendió a hablar con fluidez el árabe. Luego, ella y su familia se mudaron a Surrey para estudiar literatura y cine. 

## Filmografía
| Año       | Título                 | Papel           | Notas        |
| --------- | ---------------------- | --------------- | ------------ |
| 2012      | Djinn                  | Sarah           |              |
| 2013      | 400 Boys               | Salvadora       |              |
| 2013      | Honour                 | Mona            |              |
| 2013-2015 | Atlantis               | Ariadna         | 9 episodios  |
| 2016-2019 | Line of Duty           | DS Sam Railston | 12 episodios |
| 2018      | A Discovery of Witches | Miriam Sheperd  |              |
| 2018      | Colette                | Polaire         |              |